# Isleta de Pombas
Isleta de Pombas (en portugués: ilhota das Pombas, o ilha das Pombas, literalmente en español: «Isleta de las Palomas» o «Isla de las Palomas») es una isla portuguesa en el Océano Atlántico situada frente a la isla de Baleal en el concejo (concelho) de Peniche, Portugal. Seguidamente se encuentra otra isla, la isla o Islote de Fora ( ilhéu de Fora). Administrativamente depende del Distrito de Leiría en la parte central del territorio portugués.